# Museros
Museros ist eine kleine Gemeinde in der Provinz Valencia in Spanien.
Sie hat 6.739 Einwohner (Stand: 2024) und eine Fläche von 12,8 km².

## Gemeindepartnerschaften
- Museros hat eine Gemeindepartnerschaft mit St. Georgen im Schwarzwald.

## Einzelnachweise

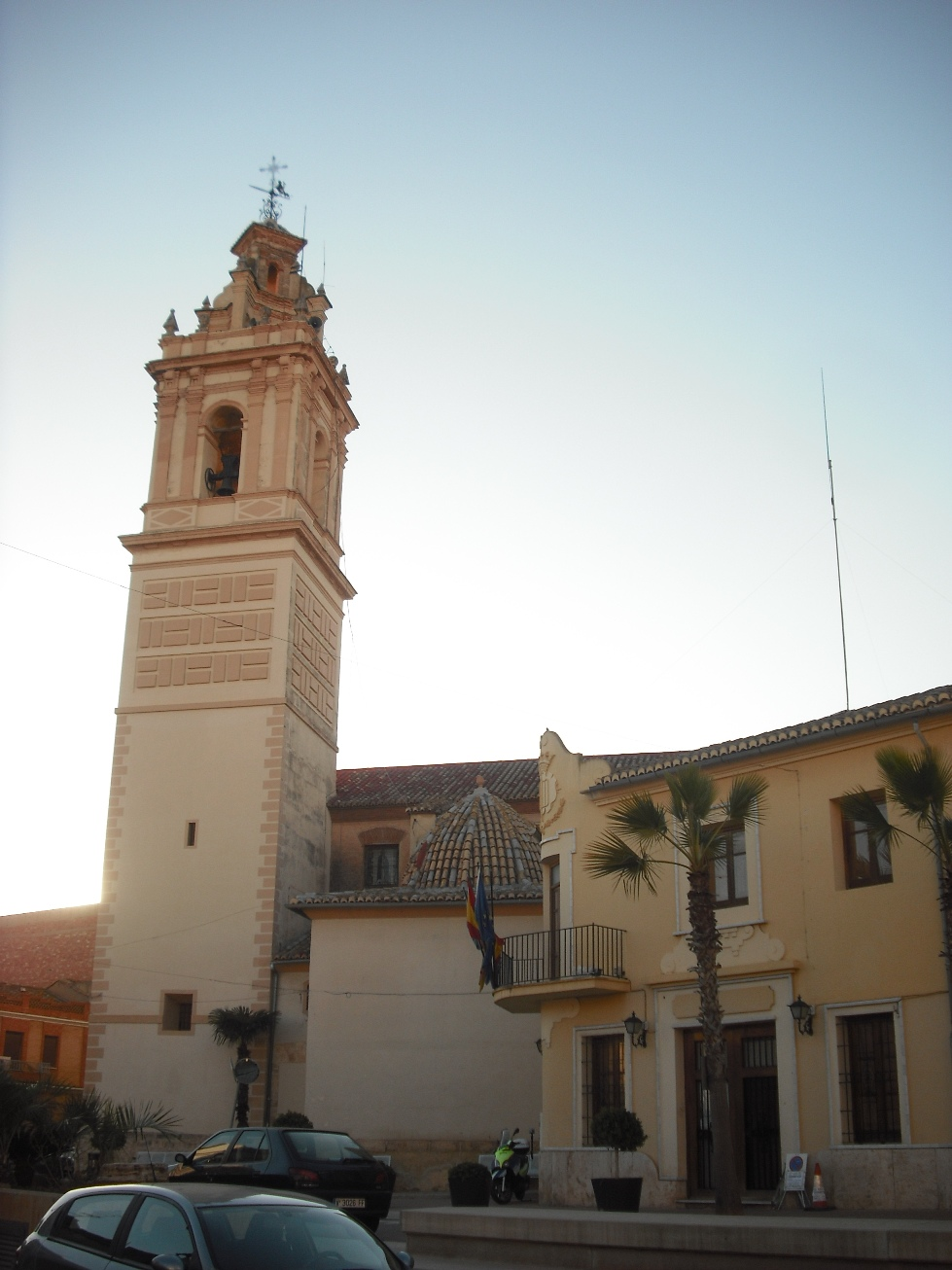
Kirche und Rathaus in Museros